# Why Am I Crying
"Why Am I Crying" är en musiksingel från den svenska sångerskan Molly Sandén som hon deltog med i Melodifestivalen 2012. Låten är skriven av Sandén själv i samarbete med Aleena Gibson och Windy Wagner. Den 18 februari 2012 tog sig låten vidare från den tredje deltävlingen i Leksand och tog sig direkt till finalen i Globen den 10 mars. I finalen slutade den på femte plats.
Singeln släpptes efter den sista deltävlingen den 25 februari 2012. Låten debuterade den 2 mars 2012 på plats 59 på Sverigetopplistan och var ett av endast fem melodifestivalbidrag som kom in på listan. Som bäst låg den på plats 8 den 16 mars.
Sångtexten skrevs innan Molly Sandéns förhållande med Eric Saade tog slut 2011.
Singeln finns med i Molly Sandéns andra album Unchained både i originalversion och akustisk version.
Den 15 april 2012 gick melodin in på Svensktoppen.

## Listplaceringar
| Lista (2012) | Topplacering |
| ------------ | ------------ |
| Sverige      | 8            |

### iTunes
| Lista (2012)           | Topplacering |
| ---------------------- | ------------ |
| iTunes Store (Sverige) | 4            |